# Petite rivière Blanche (Saint-Ulric)
Pour les articles homonymes, voir Rivière Blanche.
La Petite rivière Blanche est un affluent du littoral-est du fleuve Saint-Laurent (péninsule gaspésienne), coulant dans le canton de Matane, dans la municipalité de Saint-Ulric, dans la municipalité régionale de comté (MRC) de La Matanie, dans la région administrative du Bas-Saint-Laurent, dans la province de Québec, au Canada...

## Géographie
La petite rivière Blanche prend sa source d'un petit lac sans nom (longueur : 0,2 km ; altitude : 202 m), situé dans la municipalité de Saint-Léandre, dans les monts Chic-Chocs lesquels font partie des Monts Notre-Dame.
Ce lac est situé au centre du canton de Matane, à 7,2 km au sud-est du littoral sud-est du golfe du Saint-Laurent, à 2,6 km à l'ouest du centre du village de Saint-Léandre, à 2,4 km à l'est de la confluence de la rivière Blanche Sud (canton de Matane) et à 7,1 km au sud-est du centre du village de Saint-Ulric.
À partir de sa source, la petite rivière Blanche coule généralement en direction nord sur 13,6 km répartis selon les segments suivants :
- 2,6 km vers le nord dans Saint-Léandre, en traversant trois petits lacs, jusqu'à la rive est du lac Dugal ;
- 0,2 km vers le nord-est, en traversant une partie du lac Dugal (altitude : 139 m), jusqu'à son embouchure ;
- 0,9 km vers le nord-ouest, jusqu'à l'embouchure du lac Minouche (altitude : 130 m) que le courant traverse vers le nord sur 0,4 km ;
- 0,9 km vers le nord-ouest, jusqu'à l'embouchure du lac Minouche (altitude : 130 m) que le courant traverse vers le nord sur 0,4 km ;
- 2,1 km vers le nord, jusqu'à la confluence du cours d'eau de la Commune (venant du sud-est) ;
- 2,8 km vers le nord, puis vers l'ouest, jusqu'à la confluence du ruisseau Le Petit Bras (venant du nord-est) ;
- 1,0 km vers le nord-ouest, jusqu'à la confluence d'un ruisseau (venant du nord) ;
- 3,1 km vers l'ouest, puis vers le nord, en passant sous les ponts du chemin de fer du Canadien National et de la route 132, jusqu'à sa confluence[3].

La petite rivière Blanche se déverse sur le littoral sud-est de l'estuaire maritime du Saint-Laurent dans la municipalité de Saint-Ulric, à 11,4 km au sud-ouest du pont de la route 132, de la ville de Matane et à 2,8 km au nord-est de la confluence de la rivière Blanche (canton de Matane) qui est située au village de Saint-Ulric.

## Toponymie
Le toponyme Petite rivière Blanche a été officialisé le 5 décembre 1968 à la Commission de toponymie du Québec.